# Neosciadella immaculosa
Neosciadella immaculosa là một loài bọ cánh cứng trong họ Cerambycidae.